# Anders Ahlén (1893–1976)
Anders Edvin Ahlén, född 24 mars 1893 i Västra Vrams församling, Kristianstads län, död 26 januari 1976 i Västerleds församling, Stockholms län, var en svensk civilingenjör,  direktör och politiker.

## Biografi
Ahlén utbildade sig till civilingenjör vid Kungliga Tekniska högskolan i Stockholm med examen 1918. Han började sin karriär med en anställning vid Lidingöbrobygget 1920-23. Därefter var han direktör och arbetschef vid AB Fundament 1923-31.
Ahlén var VD för Stockholms Byggmästareförening 1931–1948. År 1938 blev han ledamot av Stockholms stadsfullmäktige, vars 1:e vice ordförande han var 1942–1946. Han var ordförande i högergruppen 1940–1942, och vice ordförande i Stockholms stadskollegium 1940–1942. Anders Ahlén var riddare av både Vasaorden och Nordstjärneorden samt ledamot av Stockholms Borgerskaps femtio äldste och av Murmästareämbetet.